# Потауатоми (окръг, Канзас)
Окръг Потауатоми (на английски: Pottawatomie County) е окръг в щата Канзас, Съединени американски щати. Площта му е 2233 km², а населението – 19 129 души. Административен център е град Уестморленд.